# Coccoloba argentinensis
Coccoloba argentinensis är en slideväxtart som beskrevs av Carlos Luis Spegazzini. Coccoloba argentinensis ingår i släktet Coccoloba och familjen slideväxter. Inga underarter finns listade i Catalogue of Life.